# Senad Rizvanović
Senad Rizvanović (cyr. Сенад Ризвановић; ur. 24 kwietnia 1968) – zapaśnik socjalistycznej, a potem federalnej republiki Jugosławii, walczący w stylu klasycznym. Olimpijczyk z Barcelony 1992, gdzie zajął ósme miejsce w kategorii 52 kg.
Ósmy na mistrzostwach świata w 1994. Mistrz Europy w 1989. Czwarty na igrzyskach śródziemnomorskich w 1997 roku.